# Dave Eggar
Dave Eggar (Riverside, 28 giugno 1976) è un violoncellista, pianista e compositore statunitense.

## Carriera
Eggar da piccolo era un musicista prodigio, incominciando a suonare il violoncello e il pianoforte all'età di tre anni ed esibendosi come cantante e attore a Broadway e alla Metropolitan Opera all'età di sette anni. Si è formato come violoncellista classico alla Juilliard School, ed in seguito diplomato alla Harvard University e dottorato alla Juilliard School. Ha debuttato alla Carnegie Hall all'età di quindici anni diventando la più giovane persona della storia vincitore in questa competizione internazionale di artisti. Si è mostrato al mondo come un solista di musica classica, anche tramite apparizioni in concerti alla Avery Fisher Hall, alla Carnegie Hall, al Barbican Center di Londra, all'Opera di Parigi e all'Hollywood Bowl. 
Sarà proprio con il violoncello che arriverà a collaborare con artisti di fama internazionale come The Who, Bon Jovi, Cher, Evanescence, Beyoncé, Fall Out Boy e tanti altri.

## Discografia
- Serenity[3] (1998)
- Angelic Embrace (2002)
- Left of Blue[4] (2005)
- Kingston Morning (2010)
- The Yoga Sessions: Mozart (2010)
- Deoro XX (2011)
- String Theory (2011)

### Collaborazioni
- Allison Weiss - Say What You Mean (2013)
- Amy Lee - Aftermath (2014)